# Сатанинский гриб
Сатани́нский гриб (лат. Rubroboletus satanas) — вид рода руброболет (лат. Rubroboletus) из семейства болетовые (Boletaceae).
До 2014 года входил в род боровик (лат. Boletus) и был известен также под названием боле́т сатани́нский (лат. Boletus satanas).

## Описание
Диаметр шляпки составляет 7—26 см (до 30 см), шляпка имеет полушаровидную, округло-подушковидную форму, в зрелом виде ближе к распростёртой, на ощупь гладкая или бархатистая, сухая, цвет шляпки — беловатый, сероватый, грязно-серый, оливково-серый, иногда с желтоватым или охряным оттенком, иногда с зеленоватыми или желто-розовыми разводами.
Мякоть белая или желтоватая, на срезе умеренно синеет или окрашивается в красный цвет, в ножке — красноватая, у старых грибов с неприятным запахом.

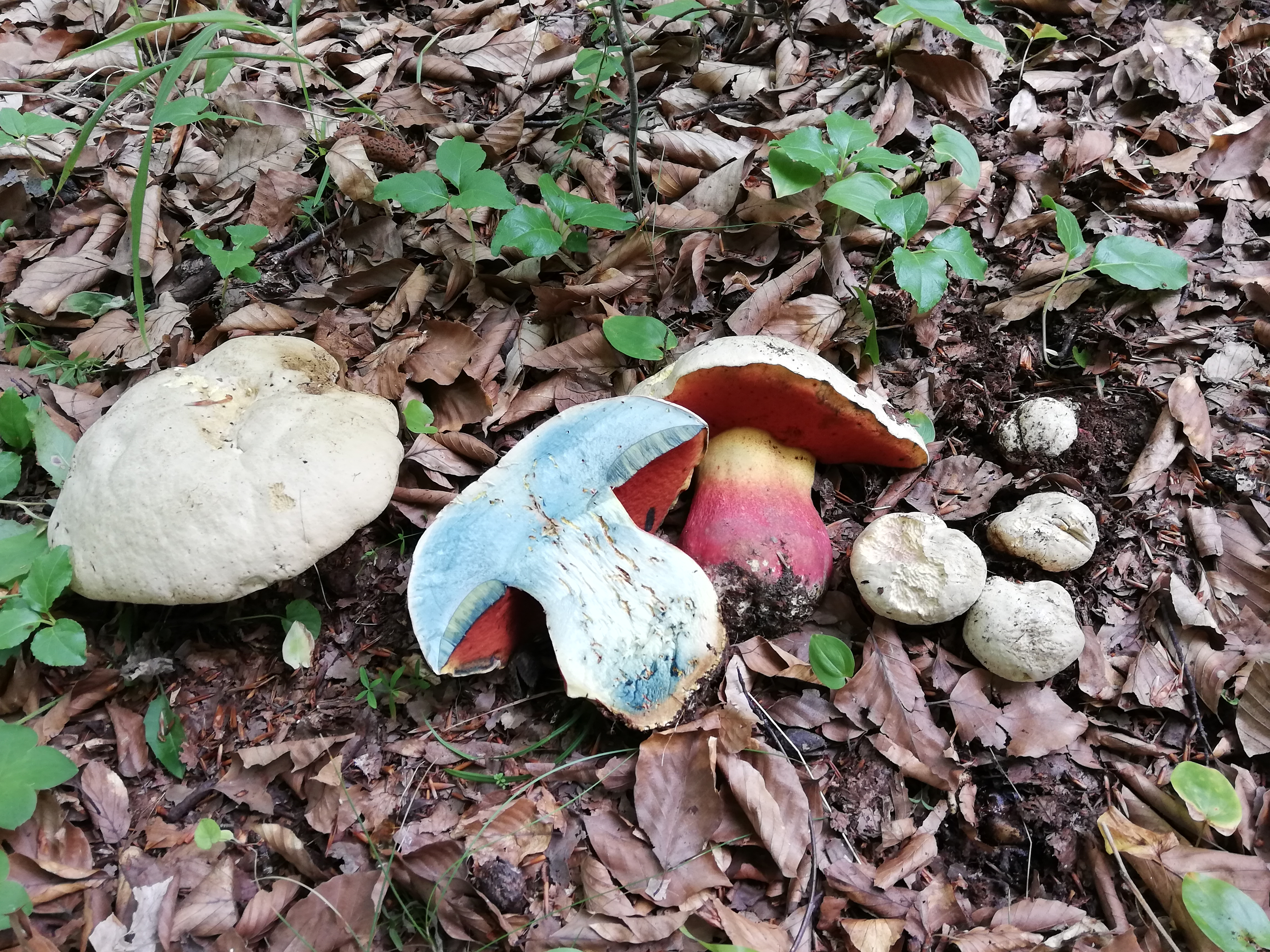
В разрезе

Трубочки желтоватые, позднее жёлто-оливковые, зеленовато-жёлтые, поры мелкие, желтоватые, позднее оранжевые, карминно-красные, красно-оливковые или красно-бурые, при надавливании синеют.
Ножка 5—15 см высотой и 3—10 см толщиной, вначале яйцевидная или шаровидная, потом клубневидная, бочонковидная или реповидная, суженная кверху, плотная, цвет сверху желтовато-красный, в середине — карминно-красный или оранжево-красный, у основания — буровато-жёлтый. Имеет сетчатый рисунок с округлыми ячейками.
Споровый порошок оливковый или коричнево-оливковый. Споры 11—15×4—7 мкм, эллипсоидно-веретеновидные, медово-жёлтые, гладкие.

## Изменчивость
Цвет шляпки может быть от беловато-серого до свинцово-серого, желтоватого или оливкового с розовыми разводами. Сетчатый рисунок на ножке чаще тёмно-красный, но бывает белый или оливковый. Поры с возрастом меняют цвет с жёлтого до ярко-красного. Запах мякоти у молодых грибов слабый, пряный, у старых похож на запах падали или сгнившего лука.

## Экологияи распространение
Встречается в светлых лиственных лесах с дубом, буком, грабом, лещиной, съедобным каштаном, липой, с которыми образует микоризу, преимущественно на известковых почвах. Распространён в Южной Европе, на юге европейской части России, на Кавказе, Ближнем Востоке. 
 Встречается также в лесах на юге Приморского края.
Сезон июнь — сентябрь.

## Сходные виды
Другие болетовые с окрашенными порами и синеющей мякотью. 

Несъедобные:
- Боровик беловатый (Boletus albidus) — несъедобен из-за горького вкуса
- Боровик несъедобный (Boletus calopus) — несъедобен из-за горького вкуса
- Боровик розово-золотистый (Boletus rhodoxanthus)
- Ложный сатанинский гриб (Boletus splendidus)
- Боровик ле Галь (боровик законный) (Boletus legaliae) и некоторые другие редкие и малоизученные грибы.

Условно съедобные:
- Дубовик оливково-бурый (Boletus luridus) со шляпкой коричневых оттенков и быстро синеющей мякотью
- Дубовик крапчатый (Boletus erythropus) с более тёмной шляпкой и без сеточки на ножке, мякоть его тоже окрашивается быстро.

## Токсичность
В сыром виде гриб сильно ядовит. Утверждают, что даже кусочек мякоти массой не более 1 грамма может вызвать тяжёлое расстройство пищеварительной системы. Известно, что в плодовом теле гриба имеется грибной токсин мускарин, однако количества этого токсина в сатанинском грибе недостаточно, чтобы вызвать наблюдаемые симптомы интоксикации. В 1989 году из сатанинского гриба был также выделен токсический гликопротеин болесатин. Болесатин ингибирует синтез белков и вызывает у мышей массивный тромбоз.

### Возможность пищевого употребления
Согласно некоторым источникам сатанинский гриб в некоторых европейских странах (Чехия, Франция, Италия) считают условно съедобным и употребляют в пищу. Однако у Жерара Уду гриб описан как ядовитый. Согласно итальянскому справочнику токсичность сохраняется и после тепловой обработки. Согласно латвийскому микологу И. Даниеле, гриб является легко ядовитым, но его токсины той же группы, что и у млечников или сыроежек со жгучим соком, считающихся условно съедобными, и вызывают в организме лишь расстройство желудка. Российский миколог Михаил Вишневский говорит: «Смертельные отравления сатанинским грибом не известны. Если отваривать его достаточно долго, то с большой долей вероятности вы избавитесь от большей части ядов. Иногда что-то в кожице все равно останется, но не настолько много, чтобы сильно испортить вам жизнь. Но называть его в итоге условно съедобным я бы не стал. Это слабо- или среднеядовитый гриб».